# MS Riviera
El MS Riviera es un crucero de la clase Oceania operado por Oceania Cruises, perteneciente a Norwegian Cruise Line Holdings Ltd. Es el barco gemelo de MS Marina.
Riviera fue construido por Fincantieri en Sestri Ponente, Italia, y fue botado en julio de 2011. El barco estaba originalmente programado para ser bautizado en Montecarlo el 19 de abril de 2012, pero en enero de 2012 se anunció que el barco el viaje inaugural se retrasaría hasta mayo debido a las huelgas laborales en los astilleros. Riviera fue bautizado en Barcelona el 11 de mayo de 2012 y se embarcó en su viaje inaugural de 10 días desde Venecia a Atenas el 16 de mayo de 2012.
Riviera tiene un tonelaje de 66.084 toneladas brutas, con una capacidad de 1.250 pasajeros alojados en 625 camarotes.